# Louis Cartier-Bresson
Pour les articles homonymes, voir Cartier et Bresson.
Louis Jules Cartier-Bresson, né à Pantin le 5 octobre 1882 et mort pour la France le 11 mai 1915 à Frévin-Capelle, est un peintre français.

## Biographie
Élève de Fernand Cormon, il obtient une mention honorable au Salon des artistes français de 1908 puis une médaille de 3e classe en 1912.
Prix de Rome de peinture en 1910, soldat au 153e d'Infanterie lors de la Première Guerre mondiale, blessé grièvement, le 9 mai 1915 à l'attaque de La Targette, il meurt le 11 mai 1915 à l'ambulance de Frévin-Capelle,